# Vitis tsoi
Vitis tsoi — вид ліан з роду Виноград (Vitis). Ендемік для Китаю (провінції: Фуцзянь, Гуандун, Гуансі). Зростає у лісах, чагарниках та на схилах пагорбів, на висоті від 300 до 700 метрів над рівнем моря.

## Опис
Гілки густо опушені. Вусики нерозгалужені. Листя просте. Прилистки коричневі, ланцетні, від 1 до 2 мм завдовжки та від 0,3 до 0,5 мм завширшки. Черешок густо опушений, розміром від 1 до 2 см. Листкова пластинка трикутно-яйцеподібна, від 3,5 до 9 см завдовжки та від 1,5 до 4 см завширшки. Бруньки близько 1,5 мм, верхівка закруглена. Ягода куляста, від 5 до 8 мм у діаметрі. Колір ягоди в момент дозрівання пурпурно-чорний. Цвіте з квітня по травень, а плодоносить з червня по вересень.